# ТЕ5
ТЕ5-20 (Тепловоз з Електричною передачею, тип 5, навантаження від колісної пари на рейки 20 тс) — радянський експериментальний тепловоз.

## Історія
1948 Харківський завод транспортного машинобудування випустив два (за непідтвердженими даними п'ять) експериментальних тепловози на базі тепловозів серії ТЕ1, що призначалися для роботи в умовах суворого клімату (найперше північних районів СРСР).
Дизель-генераторна установка на тепловозах серії ТЕ5 не закривалася капотом, а поміщалася в кузов вагонного типу. Для обігріву машинного приміщення і кабіни машиніста встановлювалися парові котли. Головна частина локомотива, на відміну від тепловозів ТЕ1, перебувала не з боку дизельного двигуна, а з боку акумуляторної батареї. В іншому конструкція, а отже і тягові характеристики, дослідних ТЕ5 не мали відмінностей від ТЕ1.
Спочатку тепловози ТЕ5 працювали в депо Москва-Пасажирська Московсько-Курської залізниці, а потім були направлені в депо Няндома Північної залізниці.
Серійне виробництво було скасовано через початок 1948 серійного виробництва нових тепловозів ТЕ2.